# クリサンセマム・ムルチコーレ
クリサンセマム・ムルチコーレ（学名：Coleostephus myconis）は、キク科の園芸植物（花卉）である。名称はシノニムであるChrysanthemum multicauleから。

## 特徴
アルジェリアを原産地とする耐寒性または半耐寒性の一年草。草丈20cmくらいで、茎はムルチコーレ（たくさん分枝する）の名の通り、根元からよく分枝して匍匐して広がる。花は通常3月から5月ころまで開花し、直径2cmくらいの鮮やかな黄色の頭状花である。
1962年5月に、坂田種苗（現・サカタのタネ）が同社の通信販売用カタログである「園芸通信」で発表し、花壇用・プランター用の草花としてポピュラーなものになった。

## コレオステフス属
コレオステフス属は、ヨーロッパ西部と対岸のアルジェリア付近に2種あるだけの小さな属である。属の学名は「さやのような王冠」を意味し、冠毛の形に由来するという。

## 栽培
こぼれ種で増えることもある比較的丈夫な草花だが市販品のタネは、1袋を丁寧に撒いても20本程しか発芽しないため、浅鉢に消毒済みの培養土を入れタネをまき、隠れる程度の覆土をして、鉢底から吸水させる方がよい。
蒔き時は秋の彼岸ころが好ましい。適当な大きさになったら、花壇に20〜30cmの株間で定植する。半日以上日が当たり、特に水はけの良いところを好む。

## 利用法
花壇に植えたり、プランターに植えて楽しむ。特に白花のカンシロギクとは、一緒に植えると黄色と白のコントラストが良く、相性がよい。